# 1107년

## 연호
- 북송(北宋) 대관(大觀) 원년
- 요(遼) 건통(乾統) 7년
- 일본(日本) 가쇼(嘉承) 2년
- 서하(西夏) 정관(貞觀) 7년
- 리 왕조(李朝) 롱푸응우옌호아(龍符元化) 7년

## 기년
- 고려(高麗) 예종(睿宗) 2년
- 북송(北宋) 휘종(徽宗) 7년
- 요(遼) 천조제(天祚帝) 7년
- 서하(西夏) 숭종(崇宗) 22년
- 리 왕조(李朝) 인종(仁宗) 36년

## 사건
- 고려의 윤관 장군이 17만 대군을 이끌고 여진을 정벌하였다.
- 일본의 도바 천황이 4세의 나이로 즉위하다.
- 중국의 화폐가 위조를 방지하기 위해 삼색으로 인쇄되다.
- 북송의 휘종이 대관차론(중국어: 大觀茶論, 영어: Treatise on Tea)을 저술하다.

## 탄생
- 6월 12일 - 남송(南宋)의 초대 황제 고종

## 사망
- 고려의 위계정 죽다